# Martín Rodríguez Torrejón
Martín Vladimir Rodríguez Torrejón (Diego de Almagro, Chile, 5 de agosto de 1994) es un futbolista chileno que se desempeña como extremo por ambas bandas y milita en Ñublense de la Primera División de Chile. Además, ha sido internacional con la Selección de fútbol de Chile con la que debutó en 2014.

## Trayectoria
Comenzó su carrera futbolística a los 10 años, cuando entró a la escuela de fútbol de su ciudad natal. En el año 2007 se fue a probar a Universidad de Chile, pero no fue considerado debido a su bajo peso y estatura. Al año siguiente fue descubierto por Alejandro Padilla, veedor de Huachipato, quien se le llevó a Talcahuano.

### Huachipato (2011-2015)
En las inferiores del cuadro siderúrgico alcanzó a disputar tres finales, pero no pudo ganar en ninguna de ellas. En el año 2011 fue promovido al primer equipo por Arturo Salah, quien lo hizo debutar con tan solo 16 años y 10 meses. En julio de ese mismo año, convirtió su primer gol frente a Deportes Puerto Montt, por Copa Chile.
Con el entrenador Jorge Pellicer se consolidó como titular, y en el Clausura 2012 se coronó campeón del fútbol chileno, título que Huachipato no conseguía hace 39 años. Ya en la Copa Libertadores de 2013, se rompió los ligamentos cruzados de la rodilla izquierda, en un partido frente a Fluminense FC disputado en Río de Janeiro, recuperándose varios meses después.

### Colo-Colo (2015-2016)

#### 2015
A mediados de 2015, se confirma su fichaje por Colo-Colo. Su debut en el cuadro Popular se produce el 11 de julio, en un partido válido por la 2° fecha del Grupo 7 de la Copa Chile contra Ñublense, ingresando en el 66' por Humberto Suazo. Su primer gol con la camiseta alba lo convertiría 8 días después, ante Deportes Concepción, por la 4° fecha de la misma Copa.
Su debut en primera división con Colo-Colo no podría haber sido mejor, tras anotar un doblete ante Unión Española, partido disputado en el Estadio Santa Laura por la 1° fecha del Apertura 2015.
El 8 de septiembre de 2015 por los octavos de final vuelta de la Copa Chile 2015 Martín anotaría su segundo gol por la camiseta alba, anotaría el 3-0 definitivo tras gran centro de Jean Beausejour, los albos ganaron 4-1 en el global a Coquimbo Unido., el 10 de octubre Martín Rodríguez sería operado de apendicitis, a tan solo 21 días del Superclásico ante la U, volvería totalmente recuperó el 25 de octubre por el Apertura 2015 ante Huachipato en el triunfo por 2-1, salió al minuto 63.
El 31 de octubre de 2015 se jugaba el clásico del fútbol chileno, donde Colo Colo vencería por 2-0 a la Universidad de Chile en el Estadio Monumental, Martín jugó hasta el minuto 70 siendo reemplazado por Luis Pedro Figueroa y los albos alargarían a 14 años sin conocer derrotas ante el archirrival de local.
El 29 de noviembre Martín anotó su tercer gol en el campeonato en el sufrido triunfo por 1-0 ante Universidad de Concepción por la Fecha 14, después de que Esteban Paredes dejará solo a Rodríguez para anotar el gol del triunfo.
El 2 de diciembre de 2015 se jugaba la final de la Copa Chile 2015, albos y azules se enfrentaban en el Estadio La Portada de La Serena, en la "Final Soñada" empatarían 1-1, y en los penales la U sería más y ganaría por 5-3, el quinto lanzamiento fue ejecutado por Johnny Herrera, Martín jugó todo el partido, no fue su mejor partido y lo peor de todo, es que él fue el segundo pateador en la tanda su penal fue atajado por Herrera y tuvo complicidad en el marcador, en la Copa Chile jugó 9 partidos y convirtió 2 goles.
Martín obtuvo su primer título en el club albo al ganar el Apertura 2015 donde jugó 12 partidos y convirtió 3 goles.

#### 2016

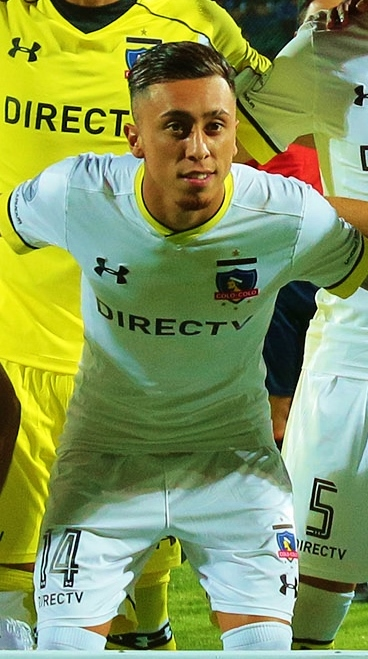
Martín Rodríguez en 2016

El 16 de enero de 2016 Martín sanaría su herida del penal perdido y anotaría de rebote el 1-0 momentáneo de Colo Colo sobre Unión Española, el partido teeminaria 1-1 por la 1° Fecha del Clausura 2016.
El 18 de febrero los albos debutaban en la Copa Libertadores 2016, en Sangolqui, Ecuador ante Independiente del Valle empate 1-1 y Rodríguez salió al 66 por Luis Pedro Figueroa, el 24 de marzo por la Fecha 2 de la Copa Libertadores 2016, los albos vencería por la cuenta mínima a Melgar, el gol fue anotado por Esteban Paredes de rebote tras un disparo de Rodríguez.
El 20 de marzo se jugaba el derbi 179 del clásico del fútbol chileno en el Estadio Nacional por torneos nacionales, aburrido empate 0-0, Martín ingreso al minuto 66 por Juan Delgado.
El 14 de abril se jugaba la última fecha del Grupo 5 de la Copa Libertadores 2016 Colo Colo enfrentaba a Independiente del Valle en el Estadio Monumental, y los albos no podrían romper el cerrojo ecuatoriano y empataron 0-0, Martín jugó los 90 minutos y no hizo gran cosa, este resultado favoreció a los de Ecuador y Colo Colo quedaba nuevamente eliminado en fase de grupos, por el torneo continental Rodríguez jugó 5 partidos.
En el Clausura 2016 jugó 10 partidos y solo anotó 1 gol.
Luego de una primera temporada irregular, se consolida como titular, logrando gran protagonismo en el Apertura 2016, transformándose en pieza clave del equipo. Esas buenas actuaciones despertaron el interés de muchos clubes, siendo fichado por el Cruz Azul de México por la suma de 3 millones de dólares. En su paso por el Cacique disputó 58 partidos y convirtió 13 goles.
El 21 de agosto de 2016 Rodríguez volvió a anotar un gol después de 7 meses, en el empate 2-2 ante Huachipato por el Apertura 2016
El 11 de septiembre Rodríguez anotaría un gol, eludiendo a tres defensas antofagastinos y rematando desde afuera del área, los albos empataron 2-2 ante Deportes Antofagasta, el 24 de septiembre Martín anotaría su tercer gol por el Apertura, la joya del fútbol chileno (en ese momento) anotó otro gol, lamentablemente los albos empatarían 1-1 ante Santiago Wanderers.
El 2 de octubre de 2016 se jugaba el derbi 180 del clásico del fútbol chileno, el Cacique vencería por 2-0 a la Universidad de Chile, y Martín cerró el triunfo, tras pared con Esteban Paredes, avanzó hasta dentro del área y con borde interno y más la floja reacción de Johnny Herrera anotaría el 2-0 y saldría al minuto 87 bajo una ovación del Estadio Monumental por Gabriel Suazo, fue elegido el Jugador del Partido por los comentarista del CDF y se ganaría la confianza del técnico Pablo Guede.
El 20 de octubre se jugaban los cuartos de final ida de la Copa Chile 2016, Colo Colo vencería por 2-1 a Cobreloa y Martín anotaría el 2-1.
El 6 de noviembre en el Estadio San Carlos de Apoquindo en un empate 2-2 Martín anotaría el 1-0 sobre la Universidad Católica tras asociación con Paredes y salió al minuto 78 por Gonzalo Fierro, el 30 de noviembre por las semifinales vuelta de la Copa Chile 2016 Rodríguez anotó gol tras pared con su socio Esteban Paredes, los albos vencerían por 2-0 (3-0 global) y clasificarían a la final del torneo, Martín salió al 65' por Jorge Araya bajo una ovación del Estadio Monumental.
El 14 de diciembre de 2016 se jugaba la final de la Copa Chile 2016 Colo Colo enfrentaba a Everton en el Estadio Nacional, los albos golearían por 4-0 y se coronarían campeones, y el cuarto gol nació en los pies del talentoso Martín, saco un centro a tres dedos que terminó en la cabeza de Ramón Fernández y no perdonó, salió al minuto 71 por Luis Pedro Figueroa con molestias físicas, por la Copa jugó 8 partidos y 2 goles.
En el Apertura 2016 jugó 13 partidos y convirtió 5 goles, 2 a los Archirrivales de Colo Colo, La U y la Católica.

### Cruz Azul (2017-2018)
En diciembre de 2016 se confirma su traspaso al Cruz Azul de la Primera División de México. El 15 de enero de 2017 hace su debut oficial en la Liga MX, ingresando en el 71' de juego, en reemplazo de su compatriota Francisco Silva. En su primer año en la Primera División de México,bajo las órdenes del entrenador español Paco Jémez, participó por los torneos Copa MX y Liga MX , contabilizando un total de 1,181 minutos y anotando apenas dos goles. El siguiente semestre repetiría su participación en los torneos locales, con una notable baja en su rendimiento Jémez opta por restar su participación, jugando un total de 622 minutos y marcando nuevamente dos goles, esta vez, ambos en liga. En 2018 con Pedro Caixinha como director técnico de Cruz Azul, Rodríguez sella su torneo de liga con más minutos jugados, 898, repartidos en 14 juegos, de los cuales en 10 arrancó como titular, anotando un gol en la jornada 7 ante el Club de Fútbol Monterrey. Tras un torneo lleno de irregularidades el equipo no logra su clasificación a la Liguilla del torneo Apertura 2018. Este fracaso en la institución llevó al entrenador celeste a elaborar un proyecto de reestructuración en el equipo, lo que implicaba la salida de jugadores con bajo rendimiento. La salida de Martín de Cruz Azul se anticipaba desde mediados de abril, cuando se especulaba que el andino sería puesto en calidad de transferible, ya que Pedro Caixinha lo consideraba un jugador muy vendehumo. Finalmente su salida de "La Maquina" se concretaría a mediados de mayo, la llegada como director deportivo de Ricardo Peláez terminaría por sacar a Rodríguez del equipo mientras se encontraba jugando una serie de partidos amistosos con la Selección de fútbol de Chile por Europa, Cruz Azul oficializó al "Tin" como un jugador transferible y fue enviado a préstamo al Club Universidad Nacional, no sin antes insultar a un aficionado a través de Instagram, llamando "gata" a la hermana de dicho fan y bloqueándolo de su Instagram.

### Pumas UNAM (2018-2019)
El 4 de junio de 2018 se confirma su pase en calidad de préstamo, para el Torneo Apertura 2018, al Club Universidad Nacional más conocido como los Pumas de la UNAM. El 20 de diciembre de 2018, los Pumas hacen válida la opción de compra del jugador. En su primer torneo con los Universitarios tuvo un desempeño aceptable al asistir varias veces a su compatriota Felipe Mora y al paraguayo Carlos González Espinola, además de contribuir con goles valiosos, de ellos uno fue contra Chivas en su estadio donde rompieron una larga racha de 36 años de no ganar en Guadalajara, otro gol importante fue contra el acérrimo rival Club América en el primer partido de semifinales para empatar a uno. Sin embargo su segunda temporada fue decepcionante, lo que ocasionó que fuera puesto transferible. A pesar de los rumores que aseguraban que saldría del equipo, permaneció en el equipo de la UNAM por un torneo más.

### Monarcas Morelia (2020)
Debido a que ya no recibió oportunidades para jugar con los Pumas en el Apertura 2019 bajo el mando del nuevo entrenador: el español Michel González; nuevamente fue puesto transferible al término de ese año 2019. Entonces fue traspasado al Club Atlético Monarcas Morelia de la misma Liga MX, debutó con el equipo michoacano en la Jornada 1 del torneo Clausura 2020. Una semana después se estrenó con los purépechas al anotar un gol de cabeza en la jornada 2 contra el Club de Fútbol Monterrey en el Estadio BBVA, los visitantes empataron a dos con éste gol del tin.

## Selección nacional

### Selección Sub-20
Participó de la selección sub-20 que se preparaba para el Sudamericano de Argentina 2013, pero no fue considerado para la nómina final del campeonato por el técnico Mario Salas, y una lesión de ligamentos lo dejó fuera del Mundial de Turquía 2013.

### Selección adulta
Fue convocado por primera vez por Jorge Sampaoli para los encuentros amistosos frente a México y Haití en septiembre de 2014. El 9 de septiembre hizo su debut en el partido contra Haití, donde reemplazó a Rodrigo Millar a los 65 minutos de partido.
Fue convocado a la China Cup 2017, torneo que la selección chilena disputaría en enero de ese año en el país asiático, pero producto de su fichaje por el Cruz Azul de México finalmente sería liberado de la nómina.
Después de sus buenas actuaciones en Cruz Azul es convocado a la pre-nómina de cara a la Copa FIFA Confederaciones 2017.
Martín jugó 2 amistosos previos, el primer el 2 de junio de 2017 ante Burkina Faso en el Nacional, triunfo por 3-0 y Rodríguez tuvo un buen partido, ya que en el 1-0 asistió a Vidal, jugando los 90 minutos, en el otro amistoso jugó contra Rusia empatando 1-1.

#### Copa FIFA Confederaciones 2017

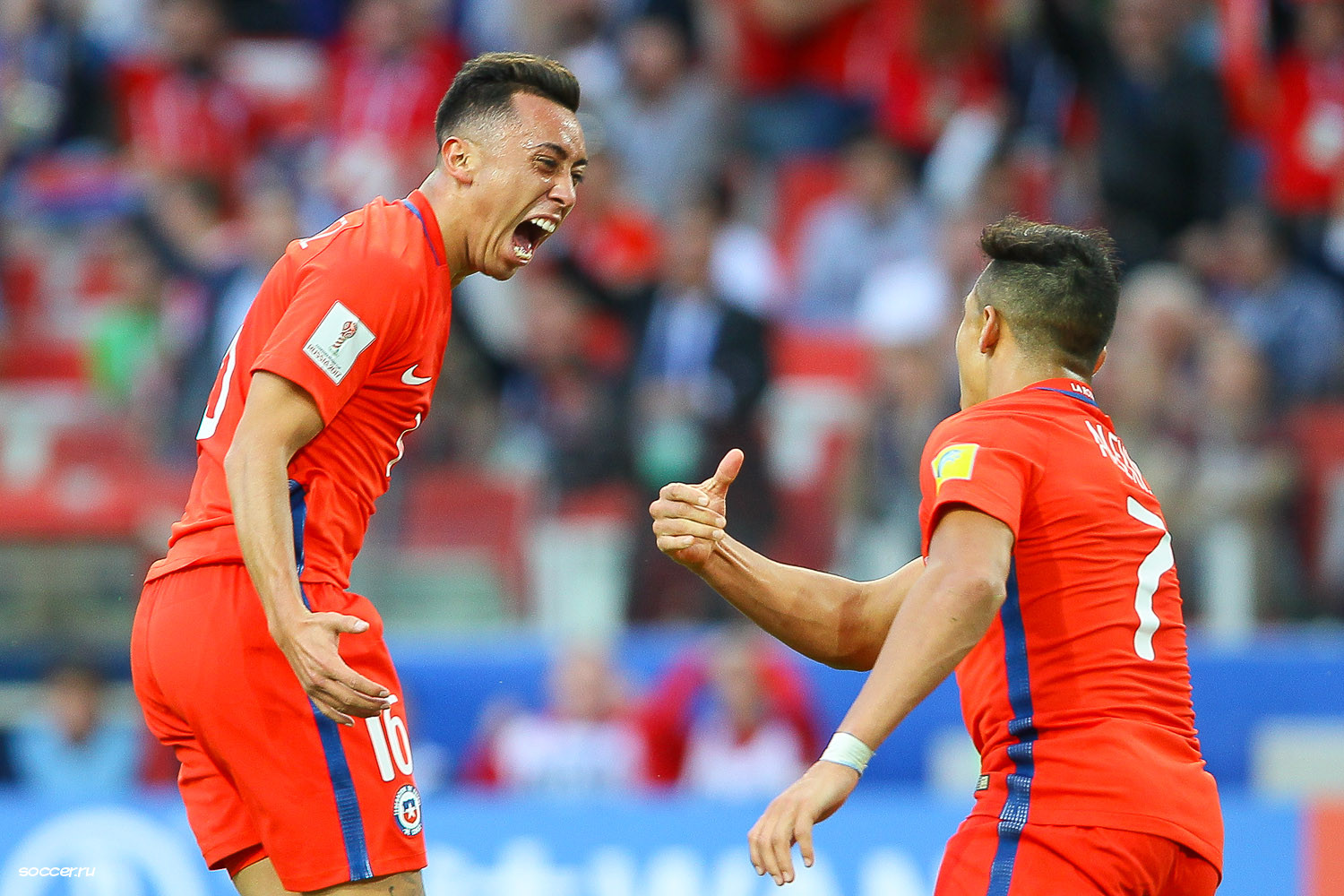
Martín celebrando su gol tras anotar el 1-1 final frente a.

Finalmente sería parte de los 23 jugadores que viajen hasta Rusia.
Posteriormente debutaría en el segundo partido contra la Alemania en la fase de grupos, el 22 de junio en el empate 1-1 ingresando al 81' por Eduardo Vargas.
Después el 25 de junio, Martín ingresaría en el entretiempo por un opaco José Pedro Fuenzalida, en el partido contra Australia donde sería el gran influyente ya que marcó el gol del empate que salvaría a Chile de una derrota al minuto 67 tras pase de Arturo Vidal.
Luego el 28 de junio, jugó la semifinales ante la Portugal, ingresando al minuto 85' por Vargas, donde tras los 90 minutos, el partido se fue a prórroga, donde en el minuto 119 tras un tiro al travesaño de Arturo Vidal, Rodríguez estaba solo frente al arco, pero remató muy arriba, provocando otro travesaño. A pesar de eso, Chile pasó al ganar 3-0 por tanda de penaltis tras notable actuación de Claudio Bravo.
Martín disputó 3 de 5 partidos en la Copa Confederaciones 2017, anotando 1 gol, estando 89 minutos en cancha, siendo casi siempre la primera opción de cambio para Juan Antonio Pizzi y siendo una de las revelaciones del equipo chileno en el torneo, también fue subcampeón con La Roja en Rusia.

#### Clasificatorias Rusia 2018
Tras sus buenas actuaciones en Colo-Colo, Juan Antonio Pizzi lo nominó para el duelo contra Uruguay a disputarse el 15 de noviembre de 2016 en el Estadio Nacional, válido por la 12° fecha de las Clasificatorias Rusia 2018, en el cual La Roja se impondría por 3-1 a los charrúas, sin sumar minutos.
El 5 de octubre de 2017, Martín debutó en las Clasificatorias Rusia 2018 en la Fecha 17 ante Ecuador en el Nacional, ingresando al minuto 79 por Vargas en el sufrido triunfo por 2-1 la Tricolor.

#### Participaciones en Clasificatorias a Copas del Mundo
| Eliminatorias            | País  | Resultado | Posición | Partidos | Goles |
| ------------------------ | ----- | --------- | -------- | -------- | ----- |
| Eliminatorias Rusia 2018 | Rusia | Eliminado | 6°       | 1        | 0     |

#### Participaciones en Copa FIFA Confederaciones
| Copa                           | Sede  | Resultado  | PJ | Goles |
| ------------------------------ | ----- | ---------- | -- | ----- |
| Copa FIFA Confederaciones 2017 | Rusia | Subcampeón | 3  | 1     |

### Partidos internacionales
Actualizado al 11 de septiembre de 2018.
| Partidos internacionales | Partidos internacionales | Partidos internacionales                                  | Partidos internacionales | Partidos internacionales | Partidos internacionales | Partidos internacionales | Partidos internacionales | Partidos internacionales | Partidos internacionales     | Partidos internacionales |
| N.º                      | Fecha                    | Estadio                                                   | Local                    | Resultado                | Visitante                | Goles                    | Asistencias              | DT                       | Competición                  |                          |
| ------------------------ | ------------------------ | --------------------------------------------------------- | ------------------------ | ------------------------ | ------------------------ | ------------------------ | ------------------------ | ------------------------ | ---------------------------- | ------------------------ |
| 1                        | 9 de septiembre de 2014  | Lockhart Stadium, Fort Lauderdale, Estados Unidos         | Chile                    | 1-0                      | Haití                    |                          |                          | Jorge Sampaoli           | Amistoso                     |                          |
| 2                        | 2 de junio de 2017       | Estadio Nacional Julio Martínez Prádanos, Santiago, Chile | Chile                    | 3-0                      | Burkina Faso             |                          | 9' a Arturo Vidal        | Juan Antonio Pizzi       | Amistoso                     |                          |
| 3                        | 9 de junio de 2017       | Arena CSKA, Moscú, Rusia                                  | Rusia                    | 1-1                      | Chile                    |                          |                          | Juan Antonio Pizzi       | Amistoso                     |                          |
| 4                        | 13 de junio de 2017      | Cluj Arena, Cluj, Rumanía                                 | Rumania                  | 3-2                      | Chile                    |                          |                          | Juan Antonio Pizzi       | Amistoso                     |                          |
| 5                        | 22 de junio de 2017      | Kazán Arena, Kazán, Rusia                                 | Alemania                 | 1-1                      | Chile                    |                          |                          | Juan Antonio Pizzi       | Copa Confederaciones 2017    |                          |
| 6                        | 25 de junio de 2017      | Otkrytie Arena, Moscú, Rusia                              | Australia                | 1-1                      | Chile                    | Anotado                  |                          | Juan Antonio Pizzi       | Copa Confederaciones 2017    |                          |
| 7                        | 28 de junio de 2017      | Kazán Arena, Kazán, Rusia                                 | Portugal                 | 0-0 0-3p                 | Chile                    |                          |                          | Juan Antonio Pizzi       | Copa Confederaciones 2017    |                          |
| 8                        | 5 de octubre de 2017     | Estadio Monumental, Santiago, Chile                       | Chile                    | 2-1                      | Ecuador                  |                          |                          | Juan Antonio Pizzi       | Clasificatorias a Rusia 2018 |                          |
| 9                        | 27 de marzo de 2018      | Aalborg Portland Park, Aalborg, Dinamarca                 | Dinamarca                | 0-0                      | Chile                    |                          |                          | Reinaldo Rueda           | Amistoso                     |                          |
| 10                       | 31 de mayo de 2018       | Sportzentrum Graz-Weinzödl, Graz, Austria                 | Rumania                  | 3-2                      | Chile                    |                          |                          | Reinaldo Rueda           | Amistoso                     |                          |
| 11                       | 4 de junio de 2018       | Stadion Graz-Liebenau, Graz, Austria                      | Serbia                   | 0-1                      | Chile                    |                          | 88' a Guillermo Maripán  | Reinaldo Rueda           | Amistoso                     |                          |
| 12                       | 11 de septiembre de 2018 | Suwon World Cup Stadium, Suwon, Corea del Sur             | Corea del Sur            | 0-0                      | Chile                    |                          |                          | Reinaldo Rueda           | Amistoso                     |                          |
| Total                    | Total                    | Total                                                     | Presencias               | 12                       | Goles                    | 1                        | Asistencias              | 2                        |                              |                          |

| Selección chilena | Selección chilena | Selección chilena | Selección chilena |
| Año               | Partidos          | Goles             | Asist.            |
| ----------------- | ----------------- | ----------------- | ----------------- |
| 2014              | 1                 | 0                 | 0                 |
| 2017              | 7                 | 1                 | 1                 |
| 2018              | 4                 | 0                 | 1                 |
| Total             | 12                | 1                 | 2                 |

## Estadísticas
Actualizado al último partido disputado el 20 de octubre de 2024.
| Club                        | Div.          | Temporada     | Liga  | Liga  | Liga   | Copas nacionales | Copas nacionales | Copas nacionales | Torneos internacionales | Torneos internacionales | Torneos internacionales | Total | Total | Total  | Media goleadora |
| Club                        | Div.          | Temporada     | Part. | Goles | Asist. | Part.            | Goles            | Asist.           | Part.                   | Goles                   | Asist.                  | Part. | Goles | Asist. | Media goleadora |
| --------------------------- | ------------- | ------------- | ----- | ----- | ------ | ---------------- | ---------------- | ---------------- | ----------------------- | ----------------------- | ----------------------- | ----- | ----- | ------ | --------------- |
| Huachipato · Chile          | 1.ª           | 2011          | 2     | 0     | 0      | 1                | 1                | 0                | —                       | —                       | —                       | 3     | 1     | 0      | 0.00            |
| Huachipato · Chile          | 1.ª           | 2012          | 6     | 0     | 0      | 2                | 0                | 0                | —                       | —                       | —                       | 8     | 0     | 0      | 0.00            |
| Huachipato · Chile          | 1.ª           | 2013          | 1     | 0     | 0      | —                | —                | —                | 1                       | 0                       | 0                       | 2     | 0     | 0      | 0.00            |
| Huachipato · Chile          | 1.ª           | 2013-14       | 13    | 2     | 0      | 3                | 0                | 0                | —                       | —                       | —                       | 16    | 2     | 0      | 0.13            |
| Huachipato · Chile          | 1.ª           | 2014-15       | 26    | 2     | 4      | —                | —                | —                | 6                       | 0                       | 2                       | 32    | 2     | 6      | 0.06            |
| Huachipato · Chile          | Total club    | Total club    | 48    | 4     | 4      | 6                | 1                | 0                | 7                       | 0                       | 2                       | 61    | 5     | 6      | 0.08            |
| Colo-Colo · Chile           | 1.ª           | 2014-15       | 12    | 3     | 2      | 9                | 2                | 1                | —                       | —                       | —                       | 21    | 5     | 3      | 0.24            |
| Colo-Colo · Chile           | 1.ª           | 2015-16       | 23    | 6     | 2      | 8                | 2                | 1                | 5                       | 0                       | 0                       | 36    | 8     | 3      | 0.22            |
| Cruz Azul · México          | 1.ª           | 2016-17       | 14    | 1     | 1      | 7                | 1                | 0                | —                       | —                       | —                       | 21    | 2     | 1      | 0.1             |
| Cruz Azul · México          | 1.ª           | 2017-18       | 26    | 3     | 1      | 4                | 1                | 0                | —                       | —                       | —                       | 30    | 4     | 1      | 0.13            |
| Cruz Azul · México          | Total club    | Total club    | 40    | 4     | 2      | 11               | 2                | 0                | 0                       | 0                       | 0                       | 51    | 6     | 2      | 0.12            |
| Pumas UNAM · México         | 1.ª           | 2018-19       | 36    | 3     | 5      | 9                | 2                | 0                | —                       | —                       | —                       | 45    | 5     | 5      | 0.11            |
| Pumas UNAM · México         | 1.ª           | 2019-20       | 3     | 0     | 0      | 4                | 0                | 1                | —                       | —                       | —                       | 7     | 0     | 1      | 0.00            |
| Pumas UNAM · México         | Total club    | Total club    | 39    | 3     | 5      | 13               | 2                | 1                | 0                       | 0                       | 0                       | 52    | 5     | 6      | 0.1             |
| Monarcas Morelia · México   | 1.ª           | 2019-20       | 10    | 3     | 0      | 3                | 1                | 0                | —                       | —                       | —                       | 13    | 4     | 0      | 0.31            |
| Monarcas Morelia · México   | Total club    | Total club    | 10    | 3     | 0      | 3                | 1                | 0                | 0                       | 0                       | 0                       | 13    | 4     | 0      | 0.31            |
| Mazatlán F. C. · México     | 1.ª           | 2020-21       | 17    | 0     | 7      | —                | —                | —                | —                       | —                       | —                       | 17    | 0     | 7      | 0.00            |
| Mazatlán F. C. · México     | Total club    | Total club    | 17    | 0     | 7      | 0                | 0                | 0                | 0                       | 0                       | 0                       | 17    | 0     | 7      | 0.00            |
| Colo-Colo · Chile           | 1.ª           | 2020          | —     | —     | —      | 1                | 0                | 0                | —                       | —                       | —                       | 1     | 0     | 0      | 0.00            |
| Colo-Colo · Chile           | 1.ª           | 2021          | 8     | 0     | 1      | 4                | 2                | 0                | —                       | —                       | —                       | 12    | 2     | 1      | 0.17            |
| Colo-Colo · Chile           | Total club    | Total club    | 43    | 9     | 5      | 22               | 6                | 2                | 5                       | 0                       | 0                       | 70    | 15    | 7      | 0.21            |
| Altay Turquía               | 1.ª           | 2021-22       | 29    | 3     | 1      | 2                | 0                | 1                | —                       | —                       | —                       | 31    | 3     | 2      | 0.1             |
| Altay Turquía               | Total club    | Total club    | 29    | 3     | 1      | 2                | 0                | 1                | 0                       | 0                       | 0                       | 31    | 3     | 2      | 0.1             |
| D. C. United Estados Unidos | 1.ª           | 2022          | 14    | 0     | 1      | —                | —                | —                | —                       | —                       | —                       | 14    | 0     | 1      | 0.00            |
| D. C. United Estados Unidos | 1.ª           | 2024          | 25    | 2     | 2      | —                | —                | —                | 2                       | 0                       | 1                       | 27    | 2     | 3      | 0.07            |
| D. C. United Estados Unidos | Total club    | Total club    | 39    | 2     | 3      | 0                | 0                | 0                | 2                       | 0                       | 1                       | 41    | 2     | 4      | 0.05            |
| Total carrera               | Total carrera | Total carrera | 265   | 28    | 27     | 57               | 12               | 4                | 14                      | 0                       | 3                       | 336   | 40    | 34     | 0.12            |
| 1. 2. 3.                    |               |               |       |       |        |                  |                  |                  |                         |                         |                         |       |       |        |                 |

## Palmarés

### Torneos nacionales
| Título           | Equipo           | País  | Año    |
| ---------------- | ---------------- | ----- | ------ |
| Primera División | C.D. Huachipato  | Chile | 2012-C |
| Primera División | C.S.D. Colo-Colo | Chile | 2015-A |
| Copa Chile       | C.S.D. Colo-Colo | Chile | 2016   |
| Copa Chile       | C.S.D. Colo-Colo | Chile | 2021   |